# سعد السعود (نجم)
سعد السعود أو بيتا الدلو Beta Aquarii اسمه التقليدي Sadalsuud مشتق من العربي. و هو نجم ثلاثي في كوكبة الدلو .
يعتبر سعد السعود ألمع نجم في كوكبة الدلو مع قدر ظاهري 2.91+ وهو ينتمي إلى تصنيف نادر في النجوم هو نجوم صفراء عظيمة . ضياء النجم الرئيسي 2200 ضعف من الشمس و كتلته 6 أضعاف من كتلة الشمس ويبعد مسافة 610 سنة ضوئية عن الأرض.
يبلغ القدر الظاهري للرفيق الأول +11 و يفصله عن النجم 35.4 ثانية قوسية بينما يبلغ القدر الظاهري للرفيق الثاني 11.5 و يفصله عن النجم الرئيسي 57.2 ثانية قوسية